# Řasa (oko)

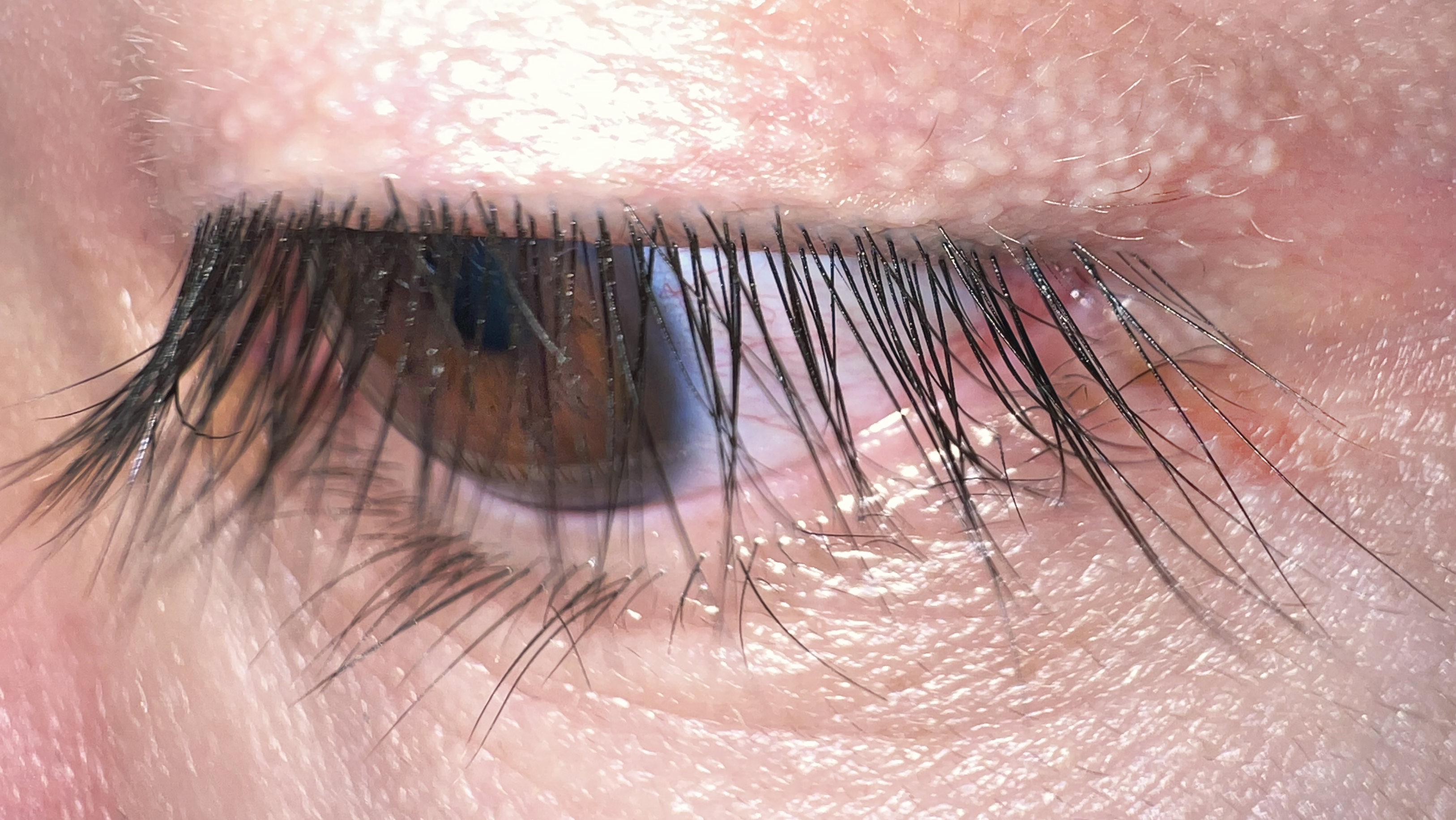
Řasy

Oční řasy (lat. cilia), také zvané brvy, jsou kožní deriváty podobné chlupům a vlasům. Rostou na horním i dolním očním víčku. Chrání oko před vnikáním jemných částic (nečistot, prachu, malého hmyzu) do oka a zabraňují tak jeho poškození. Oční řasa má válcovitý tvar s zaoblenými konci. Zbarvení řas u lidí je rozdílné do jisté míry podobně jako u lidských vlasů. U embrya se řasy vyvíjí mezi 22. až 26. týdnem. Výrazné řasy jsou v mnohých kulturách považovány za symbol ženskosti, a pro jejich zvýraznění se používá řasenka.
Existují také umělé řasy, které se nalepují na oční víčka místo přírodních řas.
U mnohých zvířat (např. kůň, velbloud) fungují oční řasy podobně jako u lidí.
Řasy se dají také kosmeticky upravovat, dají se barvit, či prodlužovat či prohustit.